# Buchswald bei Grenzach
Der Buchswald bei Grenzach ist ein aus vier Teilflächen bestehendes Naturschutzgebiet in Grenzach-Wyhlen, Landkreis Lörrach, im Südwesten Baden-Württembergs. Er war bis zu seinem großflächigen Absterben um 2007 einer der ältesten sowie letzten und größten Wildstandorte von gewöhnlichem Buchsbaum (Buxus sempervirens) in Deutschland. Nirgends sonst in Deutschland bildete Buchs so dichte und ausgedehnte, bis zu vier Meter hohe Bestände.
Weitere Buchswälder gibt es in Deutschland an der Mosel (zwischen Karden und Müden sowie im Kehrbachtal bei Löf), ansonsten zum Beispiel in den Wäldern des Jurasüdhangs in der Schweiz (namensgebend für Buix), in der Provence, in der Macchia Istriens, in Südengland (South Downs) oder im Riesengebirge.

## Lage
Der Buchswald ist Teil des Gemeindewaldes von Grenzach-Wyhlen am Hochrhein, unmittelbar an der Schweizer Grenze gegenüber von Basel gelegen. Er gehört zum Forstbezirk Kandern und zieht sich über mehrere Kilometer – in mehrere Teilflächen aufgeteilt – östlich vom sogenannten Grenzacher Horn in einer Höhenlage zwischen 290 und 460 Meter über NN an der Oberkante des Dinkelberg-Südhanges entlang. Dabei ist er von zahlreichen Wegen durchzogen.

## Schutzstatus
Der Buchswald ist seit 1939 amtlich ausgewiesenes Naturschutzgebiet (NSG) mit der offiziellen Gebietsbezeichnung Buchswald bei Grenzach (Gebietsnummer der Landesanstalt für Umweltschutz Baden-Württemberg (LfU): NSG 3.018). Er liegt außerdem im größeren FFH-Gebiet Wälder bei Wyhlen, wodurch er Teil des europäischen Schutzgebietsnetzes Natura 2000 ist. Das FFH-Gebiet umfasst neben dem rund 93 Hektar großen Buchswald weitere Schutzgebiete ganz oder teilweise: das Ruschbachtal (NSG 3.150), den Altrhein Wyhlen (NSG 3.047), den Leuengraben (NSG 3.167), das Grenzacher Horn und die Rheinhalde (Landschaftsschutzgebiet, LSG 3.36.003).

## Entstehung
Der Grenzacher Buchswald besteht nicht allein aus Buchsbaum, sondern liegt in einem von Hohlwegen durchzogenen naturnahen Laubmischwald mit Flaumeichen, Rotbuchen, Linden, Ahorn usw. in der Oberrheinischen Tiefebene, an einem Südhang oberhalb des Hochrhein-Tales. Diese Region Deutschlands weist besonders geeignete Klimawerte auf, mit relativ wenig Niederschlag und milden Wintern. Schon seit der Römerzeit werden die unterhalb des Waldes gelegenen Lagen für den Weinbau genutzt. Frische Winde von den bewaldeten Hängen sorgen in den hier sonnenreichen Sommern für ein angenehmes Klima. Dieser naturnahe Wald an einem trocken-warmen (thermophilen) Standort zeichnet sich durch einen für Mitteleuropa ungewöhnlichen Reichtum an Gehölzarten aus, der nur noch von Auwäldern übertroffen wird. So findet man hier auch noch weitere seltene Pflanzen, wie zum Beispiel wild wachsende Europäische Stechpalmen (Ilex aquifolium), das Immenblatt (Melittis melissophyllum) und fast das einzige Vorkommen des Schneeball-Ahorns (Acer opalus) in Deutschland.
Der Buchs ist in Mitteleuropa seit dem Ende des Eiszeitalters heimisch. Seit dem frühen Mittelalter ist er in Wyhlen nachgewiesen, sein Vorkommen hier geht aber wohl schon auf die Römerzeit zurück. Die Römer verwendeten den Buchsbaum zur Einfassung ihrer Gärten, und auch in den von ihnen eroberten Gebieten in Mittel- und Westeuropa ist diese Verwendung nachgewiesen. Unweit von Grenzach-Wyhlen, auf der gegenüberliegenden Rheinseite, befand sich die Römerstadt Augusta raurica, heute das schweizerische Augst. In Grenzach selbst ist eine Villa rustica (heute Römermuseum) und auch in der Umgebung sind mehrere dieser römischen Anwesen ausgegraben worden. Der Ortsname Wyhlen geht auf den römischen Begriff Villa zurück (ze wilon = bei den Villen). Erst im 3. Jahrhundert nach Christus folgten die Alemannen den Römern.

## Der Buchswald in Sage und Brauchtum

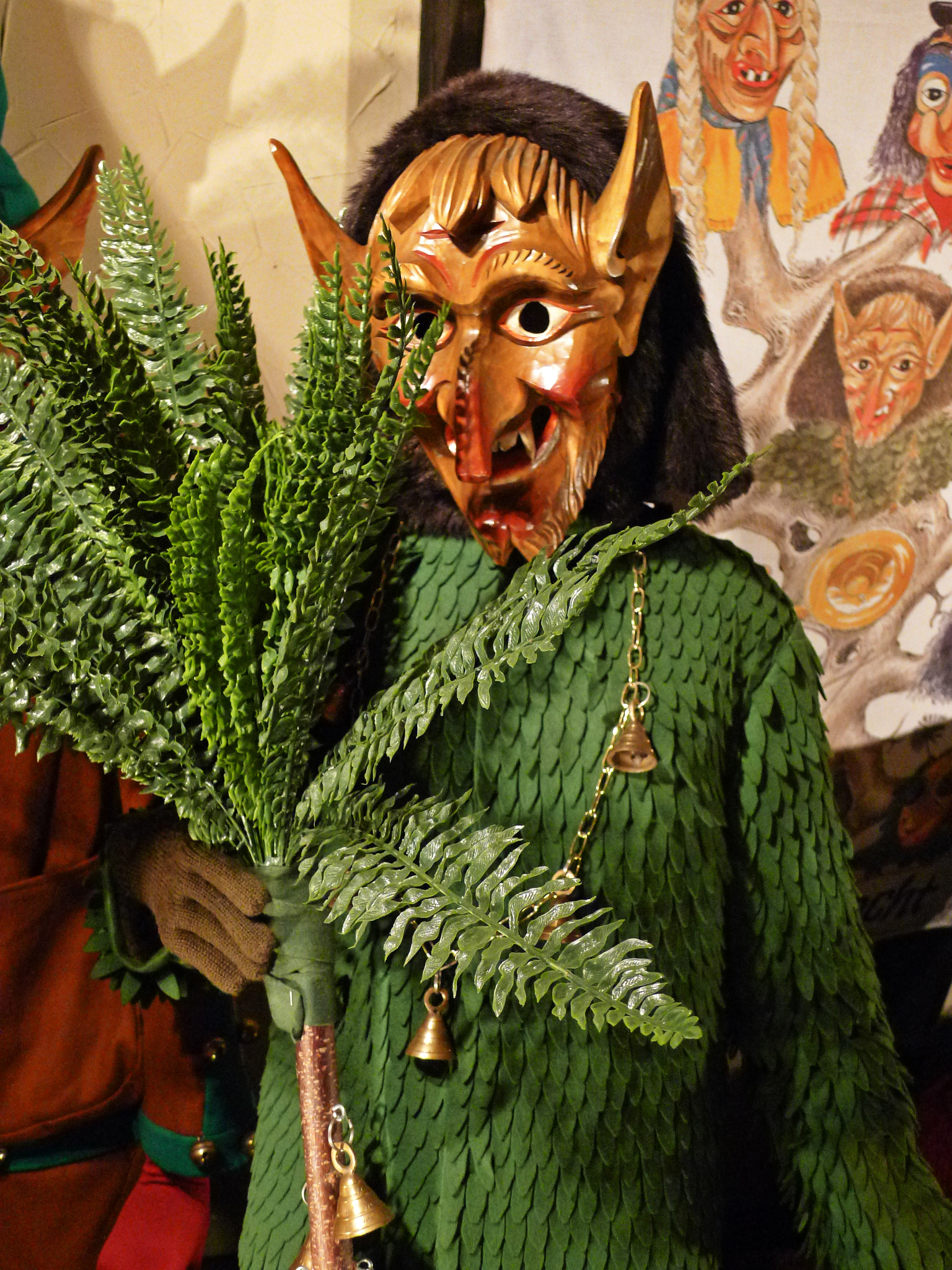
Buchsgeist der Wyhlener Narrenzunft „Rolli-Dudel“

Der Buchs ist im kultischen und kulturellen Leben der Wyhlener Bevölkerung seit Jahrhunderten stark verankert. So ist es bis heute Brauch, bei festlichen Anlässen aus Buchs gefertigte Kränze zum Schmuck von Kirchen und Häusern zu verwenden.
Eine alte Überlieferung besagt folgendes: Das ehemalige Wyhlener Kloster Himmelspforte (heute ein Altersheim) wurde im 14. Jahrhundert von räubernden Soldaten bedroht. In der Klosterkapelle befand sich ein besonders wertvolles Gnadenbild (Marienstatue mit Jesuskind). Ein Wald- oder Buchsgeist versteckte die Statue im Buchswald und rettete sie so. Jedenfalls war sie „wie von Geisterhand“ verschwunden. Durch Zufall wurde sie viele Jahre später von einem Wanderer im Buchswald entdeckt und ins Kloster zurückgebracht. Aufgrund dieser Begebenheit entwickelte sich eine Wallfahrt zu der Klosterkapelle „Maria im Buchs“, die seit dem 15. Jahrhundert belegt ist.
Die Buchsgeist-Sage wurde (nach ersten Ideen bereits 1962) im Jahr 1969 zum Anlass genommen, eine Brauchtum und Tradition verkörpernde Fasnachtsclique zu gründen, die „Buchsgeister“, mit den Symbolfiguren „Buchswiebli“ und „Buchsmännli“. Der Buchs bildet eines der Symbole der Wyhlener Narrenzunft „Rolli-Dudel“. Wenn am Dreikönigstag (Anfang Januar) die offizielle Fasnachtssaison der Narrenzunft beginnt, wird die fasnächtliche Symbolfigur des „Butzemommel“ aus dem Buchswald geholt und zu neuem Leben erweckt.

## Niedergang

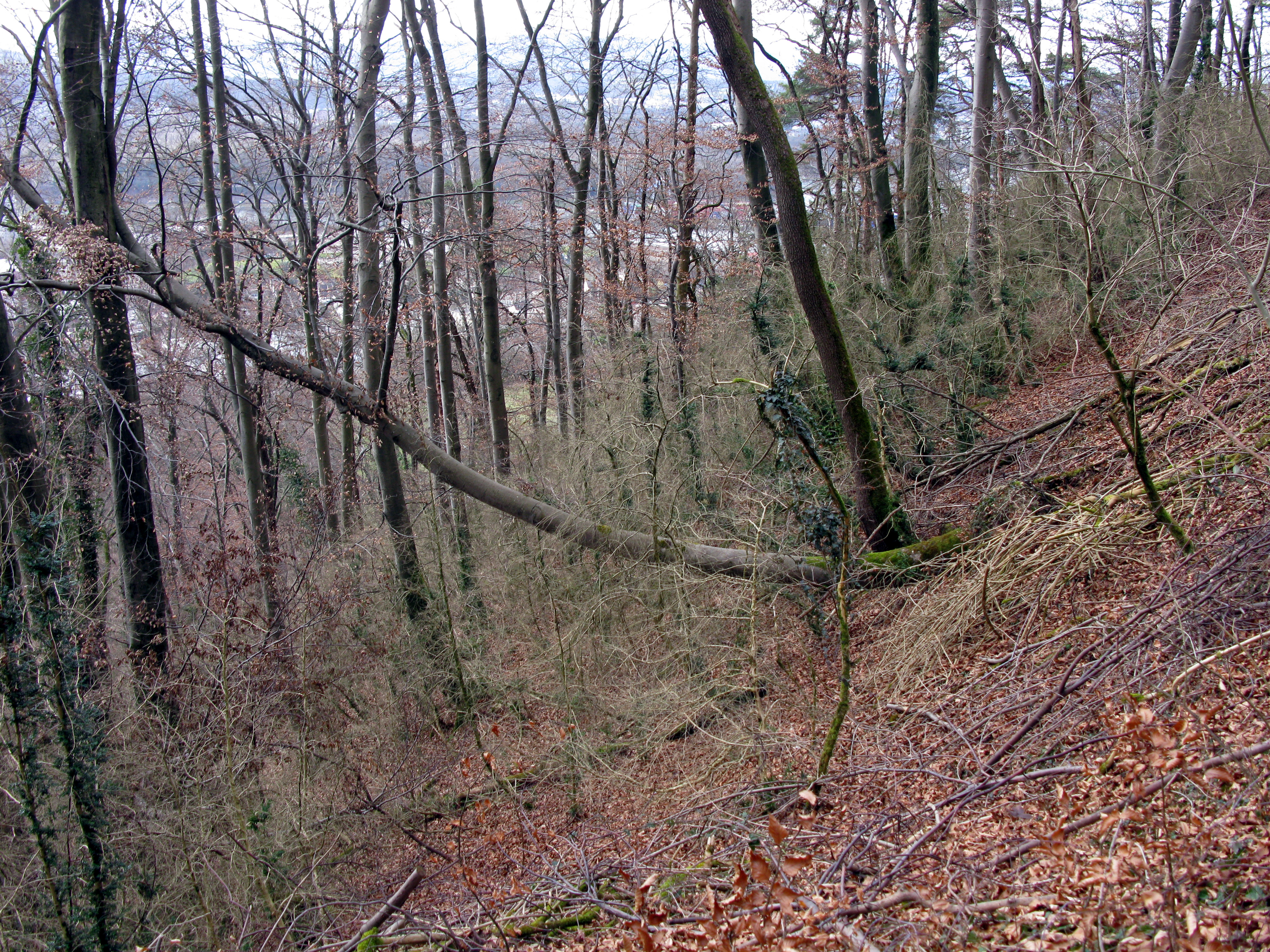
Kranker Buchswald oberhalb von Grenzach (2014)

Im Jahr 2007 wurde vor allem im Unterhang und in feuchten Waldbereichen des Buchswaldes erstmals ein starker Befall mit der Schlauchpilzart Cylindrocladium buxicola festgestellt, durch die in großen Teilen des Naturschutzgebietes (mehrere Dutzend Hektar) der Buchs im Stammfußbereich bis zu einer Höhe von 1,50 Metern völlig entblättert wurde.
Ebenfalls erstmals 2007 trat in der Region der aus Asien eingeschleppte Buchsbaumzünsler auf, der zu Beginn am wildwachsenden Buchs weniger starke Schäden verursachte als an den Zierbuchspflanzen in den benachbarten Wohngebieten von Grenzach-Wyhlen. Im Spätsommer des Jahres 2010 war der Bestand stark befallen, Ende September 2010 war das Blattwerk der wildwachsenden Pflanzen zerstört.
Ende Sommer 2011 waren nur noch kleine Teile des Buchswaldes im Altzustand übrig, diese Flächen befinden sich vor allem im Wyhlener (östlichen) Teil des Waldes. Der Grenzacher Wald dagegen wurde weitgehend entlaubt und als ein „Opfer der Globalisierung“ bezeichnet; eine Bekämpfung der beiden Schadensverursacher konnte nicht vorgenommen werden.
Mitglieder der BUND-Ortsgruppe haben die Situation seit dem Katastrophensommer 2010 beobachtet und ein differenziertes Schadenbild erstellt, demzufolge die Schäden stark variieren.